# Nick Littlemore
Nick Littlemore (ur. 6 maja 1978 w Sydney) – australijski muzyk i producent muzyczny. Brat Sama Littlemore'a. Nick jest członkiem zespołów: Pnau i Empire of the Sun.

## Dyskografia
- z Pnau:
  - Sambanova (1999)
  - Again (2003)
  - Pnau (2007)

- z Empire of the Sun:
  - Walking on a Dream (2008)